# Poraj
Poraj è un comune rurale polacco del distretto di Myszków, nel voivodato della Slesia.
Ricopre una superficie di 58,53 km² e nel 2004 contava 10 605 abitanti.
Ospita un festival canoro dedicato al cantante Janusz Gniatkowski.